# Академическая гребля на летних Олимпийских играх 1988 — двойки (мужчины)
Соревнования среди двоек распашных без рулевого по академической гребле среди мужчин на летних Олимпийских играх 1988 года прошли с 19 по 24 сентября в районе Мисари города Ханам, расположенного в 20 км восточнее Сеула. В соревновании приняли участие 37 спортсменов из 18 стран. Действующими олимпийскими чемпионами являлись румынские гребцы Петру Йосуб и Валер Тома, которые завершили спортивную карьеру после Игр в Лос-Анджелесе.
По итогам соревнований олимпийскими чемпионами стали британские гребцы Энди Холмс и Стив Редгрейв, которые в 1984 году завоевали золотые медали в составе четвёрки с рулевым. Последний раз сборная Великобритании выигрывала золото в двойках распашных без рулевого в 1948 году, когда чемпионами стали Джек Уилсон и Рэн Лори. Серебряные медали завоевали гребцы из Румынии Драгош Нягу 
 Дэнуц Добре, а бронза досталась представителям Югославии Бояну Прешерну и Садику Муйкичу.

## Призёры
| Золото                                      | Серебро                             | Бронза                                  |
| Великобритания · Энди Холмс · Стив Редгрейв | Румыния · Драгош Нягу · Дэнуц Добре | Югославия · Боян Прешерн · Садик Муйкич |

## Рекорды
До начала летних Олимпийских игр 1988 года лучшее олимпийское время было следующим:
| Лучшее олимпийское время | Спортсмены                             | Время    | Место    | Дата         |
| ------------------------ | -------------------------------------- | -------- | -------- | ------------ |
| Лучшее олимпийское время | ГДР · Йорг Ландфойгт · Бернд Ландфойгт | 06:33,02 | Монреаль | 23 июля 1976 |

Уже в первом раунде соревнований румыны Драгош Нягу и Дэнуц Добре установили новое лучшее олимпийское время — 06:31,95.

## Расписание
| Дата        | Раунд                  |
| ----------- | ---------------------- |
| 19 сентября | Предварительные заезды |
| 21 сентября | Отборочные заезды      |
| 22 сентября | Полуфиналы             |
| 23 сентября | Малый финал            |
| 24 сентября | Финал A                |

## Результаты

### Предварительный этап
Победители каждого заезда проходит в полуфинал соревнований. Все остальные спортсмены попадали в утешительные заезды, где были разыграны ещё 9 полуфинальных мест.

#### Заезд 1
| Место | Спортсмены                              | Страна   | Время      | Отставание | Примечания |
| ----- | --------------------------------------- | -------- | ---------- | ---------- | ---------- |
| 1     | Драгош Нягу Дэнуц Добре                 | Румыния  | 6:31,95 OB | +0,00      | SF         |
| 2     | Ален Левёйллан Вим ван Беллегем         | Бельгия  | 6:36,62    | +4,67      | R          |
| 3     | Курт Баускбак Эдвард Айвз               | США      | 6:40,15    | +8,20      | R          |
| 4     | Игорь Зуборенко Валерий Вырвич          | СССР     | 6:43,21    | +11,26     | R          |
| 5     | Рикардо де Карвальо Роналдо де Карвальо | Бразилия | 6:45,20    | +13,25     | R          |
| 6     | Дон Диккисон Дэвид Джонсон              | Канада   | 6:57,59    | +25,64     | R          |

#### Заезд 2
| Место | Спортсмены                    | Страна    | Время   | Отставание | Примечания |
| ----- | ----------------------------- | --------- | ------- | ---------- | ---------- |
| 1     | Боян Прешерн Садик Муйкич     | Югославия | 6:36,35 | +0,00      | SF         |
| 2     | Карл Эртель Уве Гаш           | ГДР       | 6:40,74 | +4,39      | R          |
| 3     | Лоран Лакаса Алекс Перайя     | Франция   | 6:41,66 | +5,31      | R          |
| 4     | Малколм Баттен Сэмюэль Паттон | Австралия | 6:46,79 | +10,44     | R          |
| 5     | Аарне Линдроос Кари Линдроос  | Финляндия | 7:00,29 | +23,94     | R          |
| 6     | Маки Кобаяси Сатору Миёси     | Япония    | 7:07,51 | +31,16     | R          |

#### Заезд 3
| Место | Спортсмены                            | Страна         | Время   | Отставание | Примечания |
| ----- | ------------------------------------- | -------------- | ------- | ---------- | ---------- |
| 1     | Энди Холмс Стив Редгрейв              | Великобритания | 6:42,43 | +0,00      | SF         |
| 2     | Франк Дитрих Михаэль Твиттман         | ФРГ            | 6:45,73 | +3,30      | R          |
| 3     | Карл Зинцингер Херман Баэур           | Австрия        | 6:54,62 | +12,19     | R          |
| 4     | Фернандо Климент Луис Мария Ласуртеги | Испания        | 6:56,54 | +14,11     | R          |
| 5     | Клаудио Агила Дануэль Скури           | Аргентина      | 6:59,05 | +16,62     | R          |
| 6     | Оле Андреассен Торе Эвребё            | Норвегия       | 7:05,78 | +23,35     | R          |

### Отборочный этап
Первые три экипажа проходят в полуфинал соревнований. Остальные сборные выбывают из борьбы за медали.

#### Заезд 1
| Место | Спортсмены                            | Страна    | Время   | Отставание | Примечания |
| ----- | ------------------------------------- | --------- | ------- | ---------- | ---------- |
| 1     | Карл Эртель Уве Гаш                   | ГДР       | 7:02,15 | +0,00      | SF         |
| 2     | Аарне Линдроос Кари Линдроос          | Финляндия | 7:03,72 | +1,57      | SF         |
| 3     | Курт Баускбак Эдвард Айвз             | США       | 7:04,99 | +2,84      | SF         |
| 4     | Фернандо Климент Луис Мария Ласуртеги | Испания   | 7:09,10 | +6,95      |            |
| 5     | Дон Диккисон Дэвид Джонсон            | Канада    | 7:13,07 | +10,92     |            |

#### Заезд 2
| Место | Спортсмены                              | Страна    | Время   | Отставание | Примечания |
| ----- | --------------------------------------- | --------- | ------- | ---------- | ---------- |
| 1     | Ален Левёйллан Вим ван Беллегем         | Бельгия   | 6:54,57 | +0,00      | SF         |
| 2     | Карл Зинцингер Херман Баэур             | Австрия   | 6:58,96 | +4,39      | SF         |
| 3     | Рикардо де Карвальо Роналдо де Карвальо | Бразилия  | 7:01,00 | +6,43      | SF         |
| 4     | Малколм Баттен Сэмюэль Паттон           | Австралия | 7:06,17 | +11,60     |            |
| 5     | Эудун Хадлер-Ольсен Торе Эвребё         | Норвегия  | 7:20,88 | +26,31     |            |

#### Заезд 3
| Место | Спортсмены                     | Страна    | Время   | Отставание | Примечания |
| ----- | ------------------------------ | --------- | ------- | ---------- | ---------- |
| 1     | Франк Дитрих Михаэль Твиттман  | ФРГ       | 6:52,03 | +0,00      | SF         |
| 2     | Лоран Лакаса Алекс Перайя      | Франция   | 6:53,72 | +1,69      | SF         |
| 3     | Игорь Зуборенко Валерий Вырвич | СССР      | 6:57,39 | +5,36      | SF         |
| 4     | Клаудио Агила Дануэль Скури    | Аргентина | 7:06,57 | +14,54     |            |
| 5     | Маки Кобаяси Сатору Миёси      | Япония    | 7:18,56 | +26,53     |            |

### Полуфиналы
Первые три экипажа из каждого заезда проходили в финал соревнований. Все остальные спортсмены попадали в финал B, где разыгрывали места с 7-го по 12-е.

#### Заезд 1
| Место | Спортсмены                     | Страна    | Время   | Отставание | Примечания |
| ----- | ------------------------------ | --------- | ------- | ---------- | ---------- |
| 1     | Драгош Нягу Дэнуц Добре        | Румыния   | 6:46,70 | +0,00      | FA         |
| 2     | Боян Прешерн Садик Муйкич      | Югославия | 6:49,44 | +2,74      | FA         |
| 3     | Игорь Зуборенко Валерий Вырвич | СССР      | 6:50,49 | +3,79      | FA         |
| 4     | Франк Дитрих Михаэль Твиттман  | ФРГ       | 6:54,24 | +7,54      | FB         |
| 5     | Карл Зинцингер Херман Баэур    | Австрия   | 7:02,66 | +15,96     | FB         |
| 6     | Аарне Линдроос Кари Линдроос   | Финляндия | 7:15,36 | +28,66     | FB         |

#### Заезд 2
| Место | Спортсмены                              | Страна         | Время   | Отставание | Примечания |
| ----- | --------------------------------------- | -------------- | ------- | ---------- | ---------- |
| 1     | Энди Холмс Стив Редгрейв                | Великобритания | 6:45,03 | +0,00      | FA         |
| 2     | Ален Левёйллан Вим ван Беллегем         | Бельгия        | 6:47,44 | +2,41      | FA         |
| 3     | Карл Эртель Уве Гаш                     | ГДР            | 6:48,11 | +3,08      | FA         |
| 4     | Лоран Лакаса Алекс Перайя               | Франция        | 6:49,03 | +4,00      | FB         |
| 5     | Курт Баускбак Эдвард Айвз               | США            | 6:50,47 | +5,44      | FB         |
| 6     | Рикардо де Карвальо Роналдо де Карвальо | Бразилия       | 6:54,89 | +11,86     | FB         |

### Финалы

#### Финал B
| Место | Спортсмен                               | Страна    | Время    | Отставание | Итоговое место |
| ----- | --------------------------------------- | --------- | -------- | ---------- | -------------- |
| 1     | Франк Дитрих Михаэль Твиттман           | ФРГ       | 7:19,48  | +0,00      | 7              |
| 2     | Лоран Лакаса Алекс Перайя               | Франция   | 7:22,36  | +2,88      | 8              |
| 3     | Курт Баускбак Эдвард Айвз               | США       | 7:26,65  | +7,17      | 9              |
| 4     | Рикардо де Карвальо Роналдо де Карвальо | Бразилия  | 7:28,30  | +8,82      | 10             |
| 5     | Аарне Линдроос Кари Линдроос            | Финляндия | 7:28,46  | +8,98      | 11             |
| 6     | Карл Зинцингер Херман Баэур             | Австрия   | 10:45,56 | +3:26,08   | 12             |

#### Финал A
До начала соревнований главными фаворитами олимпийского турнира являлись олимпийские чемпионы 1984 года в четвёрках с рулевым и действующие чемпионы мира в двойках британцы Энди Холмс и Стив Редгрейв. Ещё одни из претендентов на медали серебряные призёры Игр 1984 года испанцы Фернандо Климент и Луис Мария Ласуртеги выбыли уже на предварительной стадии. Начало старта финального заезда было отложено на час.
С самого начала финального заезда вперёд вырвался британский экипаж, а серебряные призёры последнего мирового первенства румыны Драгош Нягу и Дэнуц Добре уверенно шли вторыми, отставая менее чем на корпус лодки. За 500 метров до финиша британские гребцы опережали румынов чуть более чем на секунду. На заключительном отрезке дистанции Холмс и Редгрейв смогли ещё немного прибавить и завоевали второе в карьере олимпийское золото. Третьими к финишу пришли гребцы из Югославии, значительно опередившие соперников из Бельгии, ГДР и СССР.
| Место | Спортсмен                       | Страна         | Время   | Отставание |
| ----- | ------------------------------- | -------------- | ------- | ---------- |
| 1     | Энди Холмс Стив Редгрейв        | Великобритания | 6:36,84 | +0,00      |
| 2     | Драгош Нягу Дэнуц Добре         | Румыния        | 6:38,06 | +1,22      |
| 3     | Боян Прешерн Садик Муйкич       | Югославия      | 6:41,01 | +4,17      |
| 4     | Ален Левёйллан Вим ван Беллегем | Бельгия        | 6:45,47 | +8,63      |
| 5     | Карл Эртель Уве Гаш             | ГДР            | 6:48,86 | +12,02     |
| 6     | Игорь Зуборенко Валерий Вырвич  | СССР           | 6:51,11 | +14,27     |